# 卢卡·马尔科蒂
卢卡·马尔科蒂（法語：Lucas Malcotti，1995年1月9日—），瑞士男子击剑运动员，2018年世界击剑锦标赛男子重剑团体金牌得主、2019年世界击剑锦标赛男子重剑团体铜牌得主。